# Бергстрём, Эрик
Юхан Эрик Виталис Эуген Бергстрём (швед. Johan Erik Vitalis Eugén Bergström; 6 января 1886, Гётеборг — 30 января 1966, Masthuggs församling) — шведский футболист, защитник Выступал за национальную сборную Швеции. Участник Олимпийских игр 1908 и 1912 годов.

## Биография
Выступал за «Эргрюте», в составе которого восемь раз играл в финалах и семь раз становился чемпионом Швеции. В финальных матчах 1906 и 1907 годов отмечался забитыми мячами, а в финале чемпионата 1909 года против «Юргордена» оформил хет-трик. В 1911 году сыграл несколько матчей за «Гётеборг».
В 1908 году был выбран отборочной комиссией национальной сборной Швеции по футболу в состав на первый матч сборной. В этом матче, состоявшемся 12 июля, Швеция разгромила сборную Норвегии со счётом 11:3, а Бергстрём забил четыре мяча. 
В октябре 1908 года был в составе сборной Швеции на Олимпийских играх 1908 года, но участия в матчах не принимал.
Также был в составе сборной на Олимпийских играх 1912 года в Стокгольме. На турнире принял участие в двух встречах: с Нидерландами (3:4) в основном и Италией (0:1) в утешительном турнире. 
Умер в Гётеборге 30 января 1966 года.

## Личная жизнь
Братья Эрика также играли в футбол. Густав и Хенрик выступали за «Эргрюте» и сборную Швеции, а Георг выступал за «Эргрюте».

## Достижения
Эргрюте
- Чемпион Швеции: 1902, 1904, 1905, 1906, 1907, 1909, 1913